# Yars' Revenge
Yars' Revenge è un videogioco sviluppato nel 1981 da Howard Scott Warshaw e pubblicato da Atari, Inc. nel 1982 per la console Atari 2600. Yars's Revenge è considerato uno dei migliori giochi per Atari 2600.

## Sviluppo
Il gioco nacque come port del videogioco arcade Star Castle sotto licenza Cinematronics: Star Castle presentava un grosso cannone protetto da 3 scudi difensivi che gli ruotavano intorno. Il giocatore doveva sparare agli scudi più esterni provocando dei fori attraverso cui colpire gli scudi interni ed infine il cannone. La difficoltà risiedeva non solo nel fatto che i fori ruotavano con gli scudi ma anche che attraverso gli stessi fori poteva sparare il cannone. Durante lo sviluppo di Yars's Revenge le differenze tecniche fra la console e l'hardware dell'arcade originale imposero a Warshaw diverse modifiche ed adattamenti al punto che il risultato finale aveva ben poco in comune con Star Castle.

## Modalità di gioco
In Yars' Revenge il personaggio appartiene alla razza degli Yar, insetti mutanti derivanti dalle comuni mosche, e deve sconfiggere un nemico alieno, detto "Qotile", che sta sul lato destro dello schermo, evitandolo quando questo si trasforma in un temibile "Swirl" (un oggetto a forma di svastica rotante). Per poter colpire il Qotile il giocatore deve distruggere il suo scudo protettivo: questo può essere fatto sparandogli oppure "mangiandolo" con lo Yar. Il Qotile si difende utilizzando un missile che segue lo Yar per lo schermo, per cui il giocatore deve costantemente spostare il personaggio, oppure trasformandosi periodicamente in un proiettile ruotante, lo Swirl appunto. Lo Swirl è pericoloso e distruttivo ma la trasformazione è temporanea ed è preannunciata da un cambio di stato del Qotile, per cui lo Yar può difendersi da esso allontanandosi. Per sconfiggere il nemico il giocatore deve usare il cannone "Zorlon", un'arma che compare sul lato sinistro: per attivarlo lo Yar deve toccare il Qotile oppure mangiare il suo scudo. Quando il Qotile viene colpito dal cannone esso muore esplodendo con un effetto grafico che coinvolge tutto lo schermo. Sulla metà sinistra del campo di gioco esiste una banda colorata: essa è una "zona neutrale" entro la quale lo Yar non può essere colpito dal missile che lo insegue ma non può neanche sparare al Qotile. In questa zona lo Yar resta comunque vulnerabile allo Swirl.

## Punteggi e livelli di difficoltà
Punti ottenibili:
- colpire un blocco dello scudo del Qotile con uno sparo: 69 punti
- mangiare un blocco dello scudo del Qotile: 169 punti
- colpire il Qotile con il cannone Zorlon: 1.000 punti
- colpire lo Swirl con il cannone Zorlon prima che sia lanciato: 2.000 punti
- colpire lo Swirlo con il cannone Zorlon quando è già in volo: 6.000 punti ed una vita extra (fino ad un massimo di 9 vite totali)

Ogni livello termina con la distruzione del Qotile o dello Swirl. I livelli dispari presentano uno scudo protettivo del Qotile statico mentre i livelli pari presentano uno scudo rotante. Il missile del Qotile insegue il giocatore ad una velocità che cresce all'aumentare del livello di gioco.
Quando un giocatore raggiunge il punteggio di 70.000 lo scudo del Qotile diviene blu e lo Swirl viene frequentemente sparato 3 volte, alcune volte senza preavviso.
Quando il giocatore arriva a 150.000 punti, lo scudo del Qotile diviene grigio ed il Qotile si trasforma in Swirl con la normale frequenza: però lo Swirl è ora una specie di missile teleguidato, rimanendo in aria in quello stato e inseguendo lo Yar per distruggerlo.
Quando il giocatore raggiunge i 230.000 punti, lo scudo del Qotile diviene rosa e lo Swirl torna ad essere sparato 3 volte, anche senza preavviso.

## Il fumetto
All'interno della confezione della cartuccia venne inserito un piccolo fumetto che illustrava la storia dietro Yars' Revenge. Il fumetto, la cui trama era stata ideata dallo stesso Warshaw, spiegava la "vendetta" (traduzione di "revenge") del titolo del gioco: gli Yar si stanno vendicando della distruzione del loro mondo, "Razak IV", operata dai loro nemici Qotile.
La scelta dei nomi è curiosa: Warshaw ha in seguito affermato che "Yar" è "Ray" scritto alla rovescia, mentre il pianeta si chiama "Razak", una storpiatura di "Kassar" rovesciato, da Ray Kassar che era il nome dell'amministratore delegato di Atari di allora.
Atari pubblicò anche un album discografico, sotto l'etichetta "Kid Stuff Records", contenente la colonna sonora del gioco ed un racconto espanso della storia sotto forma di radiodramma. Un altro album, una registrazione a 7", raccontava la tragedia degli Yar e precisava che uno Yar poteva puntare il cannone Zorlon usando sé stesso come bersaglio e non solo mangiando lo scudo dei Qotile. Entrambi gli album furono prodotti da John Braden.

## Easter egg
Il gioco contiene un easter egg. Se si distrugge lo Swirl a mezz'aria, compare una linea verticale che attraversa il punto in cui lo si è colpito: se il giocatore segue quella linea verticalmente e si trova circa 4/5 cm sotto la metà dello schermo quando l'esplosione termina, il gioco finisce ed il giocatore viene riportato alla schermata di selezione del gioco dove appaiono, al posto della scritta "Select" le lettere "HSWWSH", che sono le iniziali di Howard Scott Warshaw scritte normalmente ed in senso inverso.

## Rifacimenti
Nel 1999 è stata prodotta una versione per il Game Boy Color, sviluppata da Vatical Entertainment e pubblicata da Telegames. Nel 2005 ne è stata creata una versione per l'Atari Flashback 2. Il gioco è anche disponibile attraverso Game Room, la sala giochi virtuale della console Xbox 360, dal 2010.

## L'autore
Warshaw è autore anche di Raiders of the Lost Ark, un altro titolo di successo, e di E.T. the Extra Terrestrial, considerato il peggior titolo mai realizzato nella storia dei videogiochi.